# Fanélie Carrey-Conte

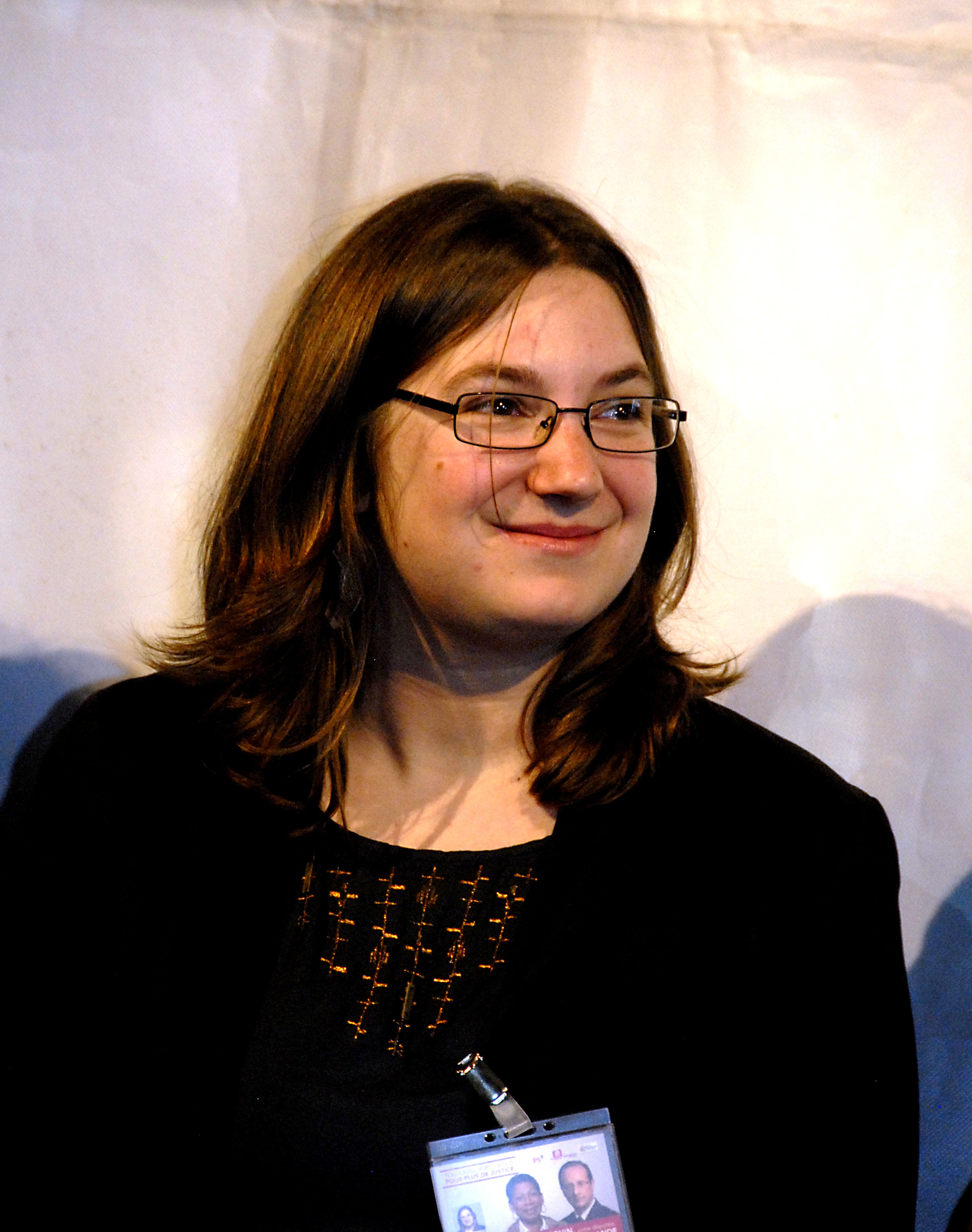
Carrey-Conte 2012

Fanélie Carrey-Conte (* 16. Mai 1980 in Bègles) ist eine französische Politikerin. Sie war von 2012 bis 2016 Abgeordnete der Nationalversammlung.
Carrey-Conte kämpfte als Studentin für die Rechte der Studierenden, insbesondere für das Recht aller auf einen Studienplatz. Infolgedessen trat sie 2000 der Parti socialiste bei. 2008 wurde sie die Vorsitzende ihrer Partei im 20. Arrondissement von Paris. Im selben Jahr trat sie bei den Stadtratswahlen, 2010 auch bei den Regionalwahlen an. 2012 wurde sie von George Pau-Langevin, die im 15. Wahlkreis von Paris für die Nationalversammlung kandidierte, zu ihrer Stellvertreterin erwählt. Bei den Wahlen im Juni gelang Pau-Langevin der Einzug ins Parlament. Weil diese zur Ministerin ernannt wurde und deswegen das Parlament verlassen musste, rückte Carrey-Conte im Juli 2012 für sie in die Nationalversammlung nach.